# Gabriela, Cravo e Canela

Gabriela, Cravo e Canela é um dos mais célebres romances do escritor brasileiro Jorge Amado, publicado em 1958.
Representa um momento de mudança na produção literária do autor, que até então abordava temas sociais. Nesta fase faz uma crônica de costumes, marcada por tipos populares, poderosos coronéis e mulheres sensuais. "A crítica aponta Gabriela, cravo e canela, que tem ambiência em Ilhéus, como o divisor de águas da obra amadiana. Além de Gabriela, Cravo e Canela, os romances Dona Flor e seus dois maridos e Teresa Batista cansada de guerra são representativos deste tempo.
A obra é um retorno ao chamado ciclo do cacau, ao citar o universo de coronéis, jagunços, prostitutas e trambiqueiros de calibre variado que desenham o horizonte da sociedade cacaueira.
No ranking dos mais vendidos do Jorge Amado, ocupa o terceiro lugar, com 2 milhões de exemplares vendidos.

## Síntese
Na década de 1920, na então rica e pacata Ilhéus, ansiando progressos, com intensa vida noturna litorânea, entre bares e bordéis, desenrola-se o drama, que acaba por tornar-se uma explosão de folia e luz, cor, som e riso.
A obra narra o caso de amor entre o árabe Nacib e a sertaneja Gabriela, como pano de fundo o período áureo do cacau na região de Ilhéus, descrevendo as alterações profundas da vida social da Bahia da década de 1920, que inclui a abertura do porto aos grandes navios, levando à ascensão do exportador carioca Mundinho Falcão e ao declínio dos coronéis, como Ramiro Bastos. Gabriela personifica as transformações de uma sociedade patriarcal, arcaica e autoritária, afetada pelos sopros de renovação cultural, política e econômica. O enredo da obra Gabriela Cravo e Canela está  dividido em duas partes, e essas estão divididas em duas outras partes. A primeira é intitulada como “Um Brasileiro das Arábias” e a sua em primeira divisão chama-se “O langor de Ofenísia”. Nessas duas primeiras partes iniciais a narrativa tem como foco principal dois personagens: Mundinho Falcão e Nacib. Ao término da segunda parte a personagem protagonista Gabriela aparece, retirante que tem como objetivo morar em Ilhéus e trabalhar como cozinheira ou doméstica. Ainda na segunda, o autor narra a solidão de Glória. Ao amanhecer são encontrados dois corpos na praia, provas de um crime passional e ao entardecer com a preparação de um jantar acontece a contratação de Gabriela como cozinheira por Nacib.
No capítulo intitulado "Gabriela com pássaro preso", Nacib compra uma gaiola com um pássaro sofrê, e dá pra Gabriela, a mulata vendo um passarinho triste preso na gaiola, assim que Nacib sai de casa, vai para o quintal, cheio de goiabeiras, e abre a gaiola libertando o passarinho, que voa para bem longe. O espírito da sertaneja é como do pássaro, gosta da liberdade.
No capítulo chamado " Canção de Gabriela", a mulata Gabriela vai levar a marmita no Bar Vesúvio para Nacib. Na volta para casa, ela passa em frente a igreja e da praça, e vê crianças brincando de cantigas de roda, cantando O Cravo e a Rosa e Caranguejo não é peixe, ela se lembra quando era criança e cantava e brincava como aquelas crianças.
No capítulo "Gabriela com flor", a sertaneja Gabriela foi dançar com o Negrinho Tiusca no sol do quintal e  coloca uma rosa vermelha atrás da orelha como as espanholas faziam.
No Terceiro capítulo, passado-se  três meses dos acontecimentos do capítulo anterior, se passam alguns problemas que são: o caso amoroso de Malvina-Josué-Glória-Rômulo, e confusões relacionadas a política e também o ciúme de Nacib. O capítulo tem seu final na cena da festa de casamento de Nacib e Gabriela. E na quarta parte acontece o desfecho da obra que chama-se “O luar de Gabriela” e todos os problemas que acorreram durante a narrativa são resolvidos.

## Personagens
| Personagem                        |
| --------------------------------- |
| Glorinha - poço de luxúria mimosa |
| Coronel Coriolano                 |
| Professor Josué - romântico       |
| Maria Machadão                    |
| Nacib                             |
| Gabriela                          |
| Mara - Índia do Amazonas.         |

## Resumo histórico
O livro foi concluído em Petrópolis, Rio de Janeiro, no mês de maio de 1958. Sua 1ª edição foi lançada pela Livraria Martins Editora, São Paulo, 1958, com 453 páginas, capa de Clóvis Graciano e ilustrações de Di Cavalcanti.
Tamanho foi o sucesso que em dezembro do mesmo ano, foi lançada a 6ª edição, que passou a integrar a coleção Obras Ilustradas de Jorge Amado como tomo décimo quarto, volume XIX em seguidas e sucessivas edições chegou até a 50ª edição em 1975.
Nesse mesmo ano, foi publicada uma edição, fora da coleção, com um convênio entre a Livraria Martins Editora e a Distribuidora Record, Rio de Janeiro, a 51ª edição, com capa de Di Cavalcanti, conservando as ilustrações anteriores desta vez com 363 páginas, contendo o retrato do autor por Carlos Bastos e foto por Zélia Gattai.
A partir de então a Editora Record, Rio de Janeiro, passou a deter os direitos editoriais da 52ª em diante até a última edição de número 80ª edição em 1999, a mais recente, com fixação de texto por Paloma Jorge Amado e Pedro Costa, capa de Pedro Costa com ilustração de Di Cavalcanti, sobrecapa e ilustrações de Di Cavalcanti, e vinhetas de Pedro Costa, retrato do autor por Jordão de Oliveira e foto por Zélia Gattai.
Atualmente os direitos pertencem a editora Companhia das Letras, que está relançando todos os livros do autor.

## Premiações
No ano seguinte ao da sua 1ª edição, ganhou cinco prêmios:
- Prêmio Machado de Assis, do Instituto Nacional do Livro, Rio de Janeiro, 1959;
- Prêmio Paula Brito, da antiga Prefeitura do Distrito Federal, Rio de Janeiro, 1959;
- Prêmio Luísa Cláudia de Sousa, do PEN Clube do Brasil, Rio de Janeiro, 1959;
- Prêmio Carmem Dolores Barbosa, de São Paulo, 1959;
- Prêmio Jabuti, da Câmara Brasileira do Livro, São Paulo, 1959.

Devido ao grande desempenho nas vendas e nome Gabriela se tornou popular após o romance, sendo utilizado para denominar de bares e restaurantes a suco de cacau, além de empresas dos mais diversos ramos.

## Traduções
Publicado em Portugal é o romance de Jorge Amado com o maior número de traduções, tendo sido editado em alemão, árabe, búlgaro, catalão, chinês , coreano, croata, dinamarquês, eslovaco, esloveno, espanhol, estoniano, finlandês, francês, georgiano, grego, hebraico, holandês, húngaro, inglês, italiano, lituano, macedônio, moldávio, norueguês, persa, polonês, romeno, russo, sueco, tcheco, turco e ucraniano.
Na China ajudou a ser publicada a tradução o fato do governo comunista estar alinhado com o ideario comunista do autor numa reabertura posterior à Revolução Cultural. Para os leitores este livro e Dona Flor e Seus Dois Maridos, seriam os melhores romances do autor. 

## Adaptações

### Televisão
- Gabriela, Cravo e Canela - telenovela produzida pela extinta TV Tupi em 1960, com adaptação de Zora Seljan, e Janete Vollu no papel principal, além de Paulo Autran como Mundinho Falcão.
- Gabriela - telenovela da Rede Globo de Televisão, 1975, com adaptação de Walter George Durst e com Sônia Braga no papel principal. Fez grande sucesso no Brasil e em Portugal.
- Gabriela - telenovela da Rede Globo de Televisão, 2012, com adaptação de Walcyr Carrasco e com Juliana Paes no papel principal.

### Cinema
Gabriela, cravo e canela, filme dirigido por Bruno Barreto, de 1983, com Sônia Braga no papel principal.

### Música
A música "Tema de Amor de Gabriela" de Tom Jobim, originalmente composta para o filme "Gabriela" (1983), de Bruno Barreto, foi lançada no álbum Passarim, de 1987.

### Dança
Espetáculo apresentado pelo corpo de balé do Teatro Municipal do Rio de Janeiro, além de adaptações nacionais e estrangeiras.

### Fotonovela
Revista Amiga, Rio de Janeiro, outubro de 1975 - Bloch Editores.

### Histórias em quadrinhos
Uma adaptação em quadrinhos foi publicada pela Editora Brasil-América Limitada em 1961 na primeira edição da revista "Edição Monumental", com roteiro de Fernando Albagli e desenhos de Ramon Llampayas.

### Literatura de cordel
Em 1970, Manuel d'Almeida Filho publicou pela Editora Prelúdio, um romance em versos de cordel baseado em Gabriela.